# Шалкар (город)
Шалка́р (каз. Шалқаро файле, бывш. Челка́р) — город (с 1928 года либо не позднее 1923 года), центр Шалкарского района Актюбинской области Казахстана.
Железнодорожная станция на Ташкентском железнодорожном ходу (участок Кандыагаш — Арысь), в 363 км к югу-востоку от областного центра города Актобе. Шоссе: Шалкар — Иргиз асфальтированное, частично в разбитом состоянии, Шалкар — Солёный, Шалкар — Аккайтым асфальтированное.

## История

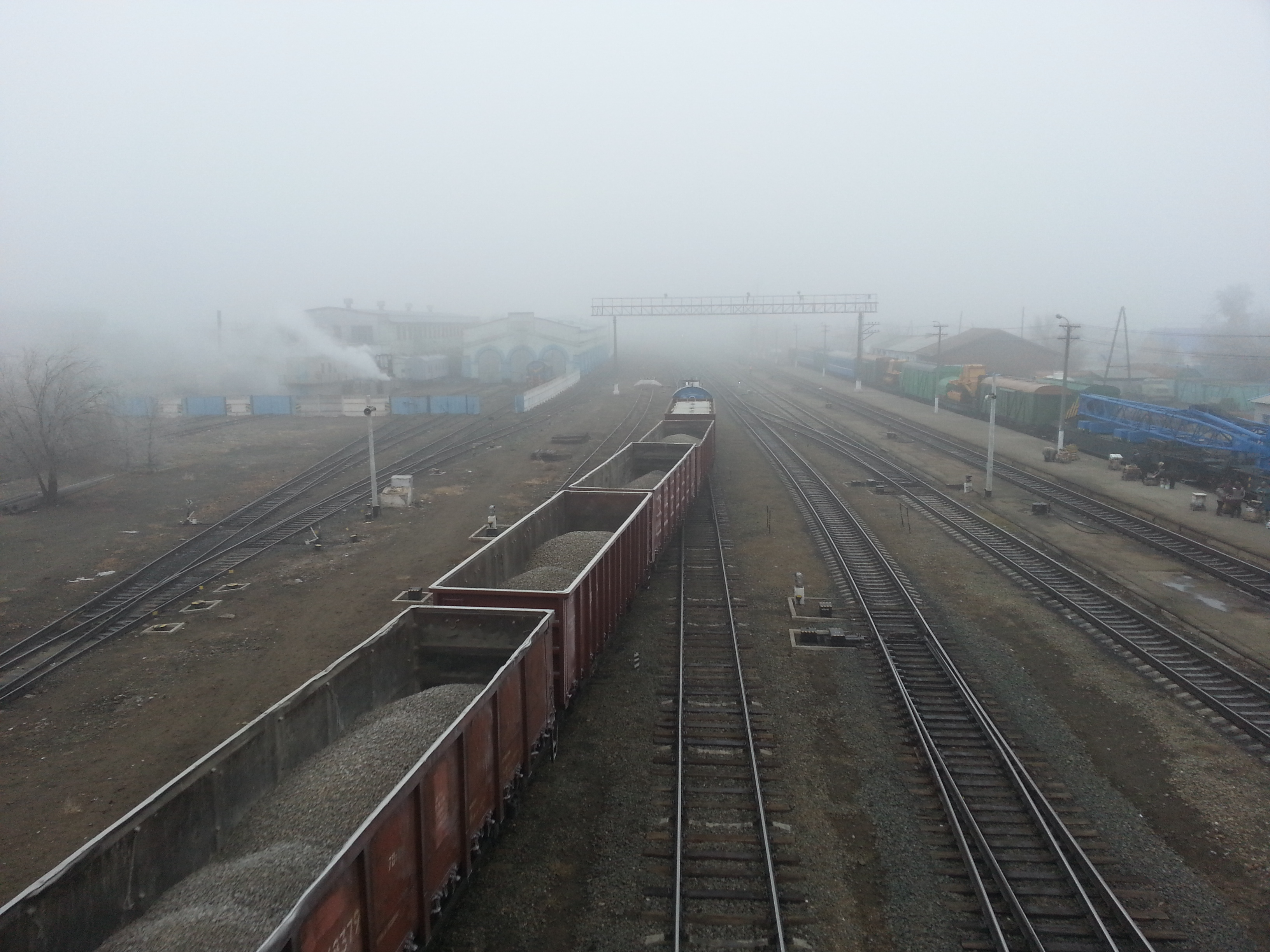
Шалкарское депо

### Дореволюционный период
Согласно историческим сведениям, первые поселенцы на территории современного города возле озера Шалкар появились в 1870 году. Они занимались разведением скота и построили первые землянки. К началу XX века в Челкаре имелось 150 домов общего пользования, город был одним из трёх крупных населённых пунктов Иргизского уезда.
В 1901—1903 годах была проложена Ташкентская железная дорога и в Челкаре появилось первое промышленное предприятие Челкарское паровозное депо. В 1905 году было открыто железнодорожное училище. Развитие железной дороги со временем привело к тому, что большую часть жителей города (80 %) стали составлять железнодорожники.
В 1903 году из-за изъятия пастбищных угодий вдоль Ташкентской железной дороги в пользу оренбургских казаков 800 крестьян-казахов присоединились к протестному движению рабочих станций Мугоджары и Челкар.
В ноябре 1906 года профессиональный железнодорожный союз станции Челкар слился с профессионально-политическим. Так же поступили на других станциях Ташкентской и Среднеазиатской железной дороги.
К 1910 году в Челкаре имелась одна каменная церковь при железнодорожной станции, 2-хклассное мужское русско-киргизское училище в здании из дерева и сырца. Ярмарок и базаров не было.

### Гражданская война
Во время Гражданской войны Челкар был одной из опорных баз в борьбе за Советскую власть в Западном Казахстане. Согласно воспоминаниям очевидцев, Советская власть в городе была установлена Леонидом Мюльгаузеном и Чикалкиным в 1917 году.
В апреле 1919 года Оренбургская армия Дутова захватила Актюбинск и перерезала железнодорожное сообщение Оренбург — Ташкент, тем самым отрезав красных Туркестана от основных сил и заставив отступить к Челкару. 11 сентября станция Челкар была отбита у Южной армии 1-й армией красных совместно с Актюбинским фронтом.

### Советский период
21 октября 1921 года был образован Челкарский район, центром которого стал посёлок Челкар с 8-тысячным населением. 5 июля 1922 года район был преобразован в Челкарский уезд. В городской переписи 1923 года Челкар значился как город. В 1928 году (по другим сведениям: 6 марта 1925 года) посёлок Челкар получил статус города. 17 января 1928 года Челкарский уезд, как и все уезды Казакской АССР, был упразднён.
В годы Великой Отечественной войны из Челкара на фронт отправились 7,5 тыс. человек, из которых около 1,8 тыс. вернулись живыми, 1951 пропали без вести, а остальные пали на поле боя.
В октябре 1941 года в Челкар из Киева было эвакуировано железнодорожное училище № 7. Училище было расквартировано в помещении паровозного депо. Санитарное состояние помещений было неудовлетворительным, питание скудным, отсутствовала бумага для записей, не хватало одежды для учащихся. Отмечалась низкая дисциплина среди учащихся и практически полное отсутствие воспитательной работы.

### Современное состояние и перспективы
В июле 2012 года было начато строительство новой железнодорожной ветки (длиной 499 км) «Шалкар — Бейнеу», являющейся отрезком новой железной дороги «Жезказган — Саксаульская — Шалкар — Бейнеу» длиной 988 км, которая стала частью транзитного коридора «граница Китая — порт Актау — Баку — Грузия — Турция — страны Европы».
На восточной окраине Шалкара в 2013 году начато строительство жилого квартала для железнодорожников площадью 10 га, где построены детский сад на 190 мест, 33 двухквартирных жилых дома, три двухэтажных общежития на 18 семей. Все дома благоустроенные, с центральной канализацией, водой и газом. Новый квартал станет продолжением улицы Биекенова.
Стоимость строительства участка «Шалкар — Бейнеу» составила около 277 млрд тенге. Новая дорога вступила в строй в августе 2014 года. На участке «Шалкар — Бейнеу» построено 6 станций и 14 разъездов. В 2015 году вдоль железнодорожного полотна началось строительство автодороги «Бейнеу — Шалкар — Иргиз — Тургай».
В апреле 2015 года на озере Шалкар, возле которого расположен город, впервые была зафиксирована массовая гибель рыбы. Причиной стала нехватка кислорода под толщей льда в зимний период. Ранее была опубликована информация о том, что вода озера подверглась III (третьей) — самой крайней степени загрязнения.
Озеро Шалкар обмелело и подверглось заболачиванию, объём озера сократился на две трети. К 2020 году глубина озера уменьшилась до 2 м, толщина ила на дне достигла 1,2 м, а треть площади озера заняла водная растительность. Плохая экологическая ситуация возле озера является причиной оттока населения из Шалкара.

## Физико-географические характеристики

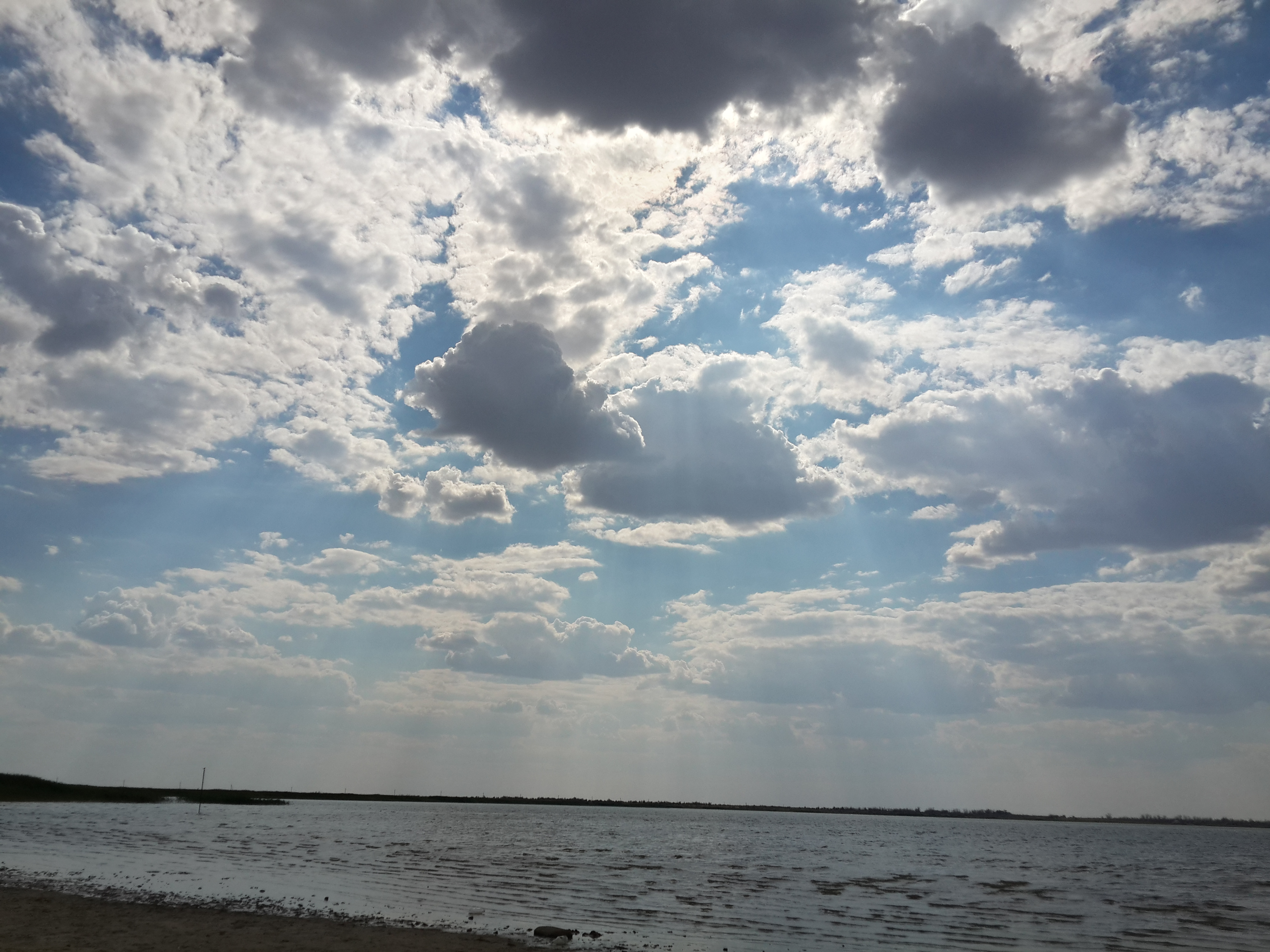
Озеро Шалкар

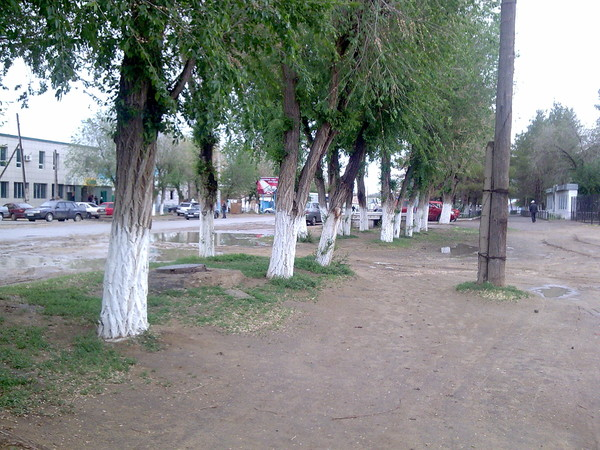
Одна из центральных улиц города

Географические координаты Шалкара — 47°50′00″ с. ш. 59°36′00″ в. д..
Город расположен в Шалкарском районе в юго-восточной части Актюбинской области в Западном Казахстане, рядом с пресным озером Шалкар.
Шалкар находится в часовом поясе UTC+05:00, что на час отличается от времени Астаны (UTC+06:00).
| С-З | Эмба ~ 163 км Актобе ~ 349 км     |             | Иргиз ~ 154 км   | С-В |
| З   | Атырау ~ 768 км                   | Роза ветров |                  | В   |
| Ю-З | Кульсары ~ 790 км Актау ~ 1460 км |             | Аральск ~ 341 км | Ю-В |

### Рельеф
Местность — холмистая глинистая равнина с чередованием плосковершинных холмов относительной высотой 20-30 м с пологими склонами. Преобладающие абсолютные высоты местности 170-190 м. С востока к городу вплотную подступают пески Большие Барсуки (бугристые, слабо закрепленные растительностью, местами сыпучие; средняя высота бугров 4-10 м). В понижениях между буграми небольшие участки ровного песка и солончаки. Грунтовые воды в понижениях залегают на глубине 1-3 м (в песках до 0.5 м), на остальных участках более 5 м.
К юго-западу от города находятся озёра Шалкар и Старый Шалкар, соединённые между собой протоками. Вода в озере Шалкар пресная, в озере Старый Шалкар солоноватая. Озера замерзают в начале ноября (толщина льда в середине зимы 50-70 см), вскрываются ото льда в конце марта — начале апреля. Глубина озёр до 5 м, дно песчаное, у берегов илистое. Берега пологие, высотой 3-5 м, местами поросшие камышом. Озёра питаются за счет снеговой воды реки Каульжур.

### Растительность
Растительность пустынная — травы (ковыль, биюргун, полынь) и полукустарники (джингиль, джузгун). В песках Большие Барсуки имеются уникальные искусственные насаждения древесной растительности (сосна, осина, джида). Деревья растут небольшими рощами площадью до 0,5 га, достигая высоты 10—12 м.

### Климат
Климат резко континентальный, засушливый, с большими колебаниями сезонных и суточных температур. Зима (середина ноября-март) умеренно холодная. Устойчивые морозы начинаются в декабре и бывают всю зиму, но в дневные часы нередки оттепели. Снежный покров неустойчив, в многоснежные зимы может достигать высоты 30-40 см. Среднее число дней с метелями за зиму 10-15 (в отдельные годы до 30 дней). Лето (май-сентябрь) жаркое, сухое. Ветры зимой преимущественно восточные, летом — западные, весной и осенью — северо-восточные и юго-западные. Часто отмечается сильный ветер (особенно зимой и осенью).
| Показатель                                                                 | Янв.  | Фев.  | Март  | Апр.  | Май  | Июнь | Июль | Авг. | Сен. | Окт.  | Нояб. | Дек. | Год   |
| -------------------------------------------------------------------------- | ----- | ----- | ----- | ----- | ---- | ---- | ---- | ---- | ---- | ----- | ----- | ---- | ----- |
| Абсолютный максимум, °C                                                    | 17    | 18,6  | 22,7  | 29,1  | 33,8 | 40,2 | 48,2 | 43,2 | 36,8 | 29,1  | 17,3  | 10,1 | 48,2  |
| Средний суточный максимум, °C                                              | −8,3  | −7,9  | 0,8   | 13    | 21,2 | 28,2 | 29,6 | 28,2 | 21,3 | 11,7  | 0,8   | −6,1 | 11    |
| Средний суточный минимум, °C                                               | −15,6 | −15,7 | −8,5  | 2,6   | 9,7  | 15,9 | 17,6 | 15,9 | 9,3  | 1,6   | −6,1  | −13  | 1     |
| Абсолютный минимум, °C                                                     | −41,7 | −32,6 | −26,4 | −13,3 | −3,8 | 2,9  | 8,5  | 2,5  | −5,5 | −12,4 | −27,6 | −33  | −41,7 |
| Норма осадков, мм                                                          | 12    | 8     | 5     | 10    | 12   | 14   | 5    | 3    | 3    | 20    | 10    | 20   |       |
| Источник: Shalqar, Казахстан. msn Погода. Дата обращения: 29 декабря 2014. |       |       |       |       |      |      |      |      |      |       |       |      |       |

## Архитектура

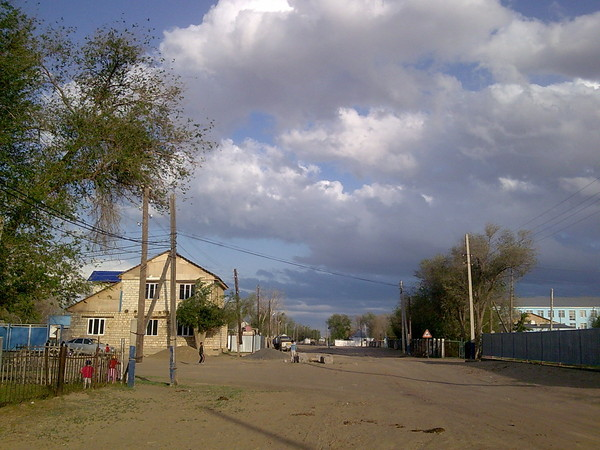
Дом из ракушечника на одной из улиц Шалкара.

Планировка города в основном прямоугольная, застройка квартальная. Центральные улицы шириной 50—60 м (с асфальтовым покрытием автодорог), второстепенные шириной 20—30 м (с гравийным покрытием), окраинные улицы без покрытия. Строения в основном одноэтажные, старые дома строились преимущественно из сырцового кирпича и деревянных шпал (иногда вперемешку с камышом). Более новые дома возводятся из ракушечника или газобетонных блоков.
В центральной части Шалкара, в привокзальном районе и районе газопровода встречаются двух- и четырёхэтажные многоквартирные дома советского периода. В Шалкаре также имеются три 5-этажных дома, которые были покинуты жильцами в 1990-е годы и остались бесхозными. По словам Елеусина Сагиндыкова (аким Актюбинской области в 2004—2011 годах), на приведение в порядок этих домов потребуется 450 млн тенге. В 2014 году из бюджета были выделены деньги на реконструкцию одного из домов, что должно было решить жилищные проблемы 89 семей.

## Районы города
Город состоит из двух частей, разделённых железнодорожными путями, — каз. арғы бет («та сторона») и бергі бет («эта сторона»). В свою очередь эти части состоят из нескольких неофициальных районов: Бойна (от «бойня»), Якорь, Коль жак («Озёрная сторона»), Маяк (от названия ул. Маяковского), Рабочий (от «Рабочий городок»), Селиванка (от «Селивановка»), Газопровод (посёлок работников газопровода). 6-й аул, раньше находившийся за пределами города, сейчас является частью Шалкара.

## Население
| 1923    | 1939    | 1959    | 1970    | 1979    | 1989    | 1999    |
| ------- | ------- | ------- | ------- | ------- | ------- | ------- |
| 3717    | ↗12 996 | ↗17 236 | ↗19 377 | ↗22 150 | ↗28 900 | ↘26 329 |
| 2009    | 2019    | 2021    |         |         |         |         |
| ↗26 574 | ↗27 957 | ↘27 833 |         |         |         |         |

1910 год. 153 двора в них 850 жителей.
По данным национальной переписи 2009 года, в городе проживало 26 574 человека, когда как в 1999 году число жителей составляло 26 329 человек. Из них мужчин — 13 177 (13 079 в 1999 году), женщин — 13 397 (13 250 в 1999 году).
На начало 2021 года, население города составляло 27 932 человек.

## Экономика

### Транспорт
Через Шалкар проходит магистральная автодорога А-26, которая является альтернативой маршруту из Актобе в Аральск, соединяя ряд малых городов региона.
В Шалкаре имеется железнодорожная станция и аэропорт местных воздушных линий. В городе практически полностью отсутствует система общественного транспорта, а заменой ей выступают многочисленные частные перевозчики-таксисты. Платежи за проезд на такси взимаются с каждого пассажира отдельно и на 2019 год составляют 150 тенге (0.39 $) днём и 200 тенге (0,52$) в тёмное время суток.

## Культура
В Шалкаре расположен единственный на весь район музей: Шалкарский районный историко-краеведческий музей. Имеется районный дом культуры, в котором проводятся различные мероприятия и выступления казахстанских эстрадных исполнителей. Отсутствуют театры, филармонии и т. п. учреждения. В постсоветский период единственный кинотеатр в городе был преобразован в спортивный центр «Отан».

## Религия

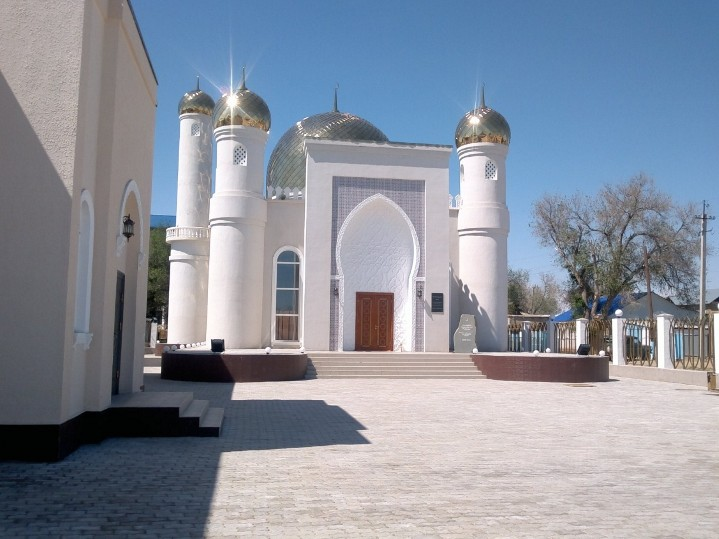
Мечеть имени Матея Коканулы

Доминирующей религиозной группой в Шалкаре и Шалкарском районе являются мусульмане-сунниты (98,8 %). 1 % от общего числа жителей составляют христиане и 0,1 % — неверующие-атеисты.
В дореволюционный период в центре Шалкара (возле совр. ж/д вокзала) был построен Вознесенский православный храм, который в 1927 году был превращён в железнодорожный клуб, а сейчас в нём расположена пара торговых домов. По данным сайта Православного прихода святого князя Владимира, эта церковь была приспособлена под железнодорожный вокзал, что не соответствует действительности.
В советский период в Шалкаре имелась одна маленькая мечеть, которая после постройки в 1992 году мечети им. Жанаман-ахуна была заброшена, а затем снесена. Всего в городе на данный момент функционируют три мечети: им. Жанаман-ахуна, им. Матея Коканулы и Мечеть мусульман рабочего городка.

## Образование
Всего в Шалкаре расположено восемь общеобразовательных школ и гимназий. Здание школы № 5, самого старого учебного заведения города, построено в 1907 году. В 2008 году в городе в рамках акции «100 школ, 100 больниц» была возведена школа № 8 общей площадью 21 056 м².

## Галерея

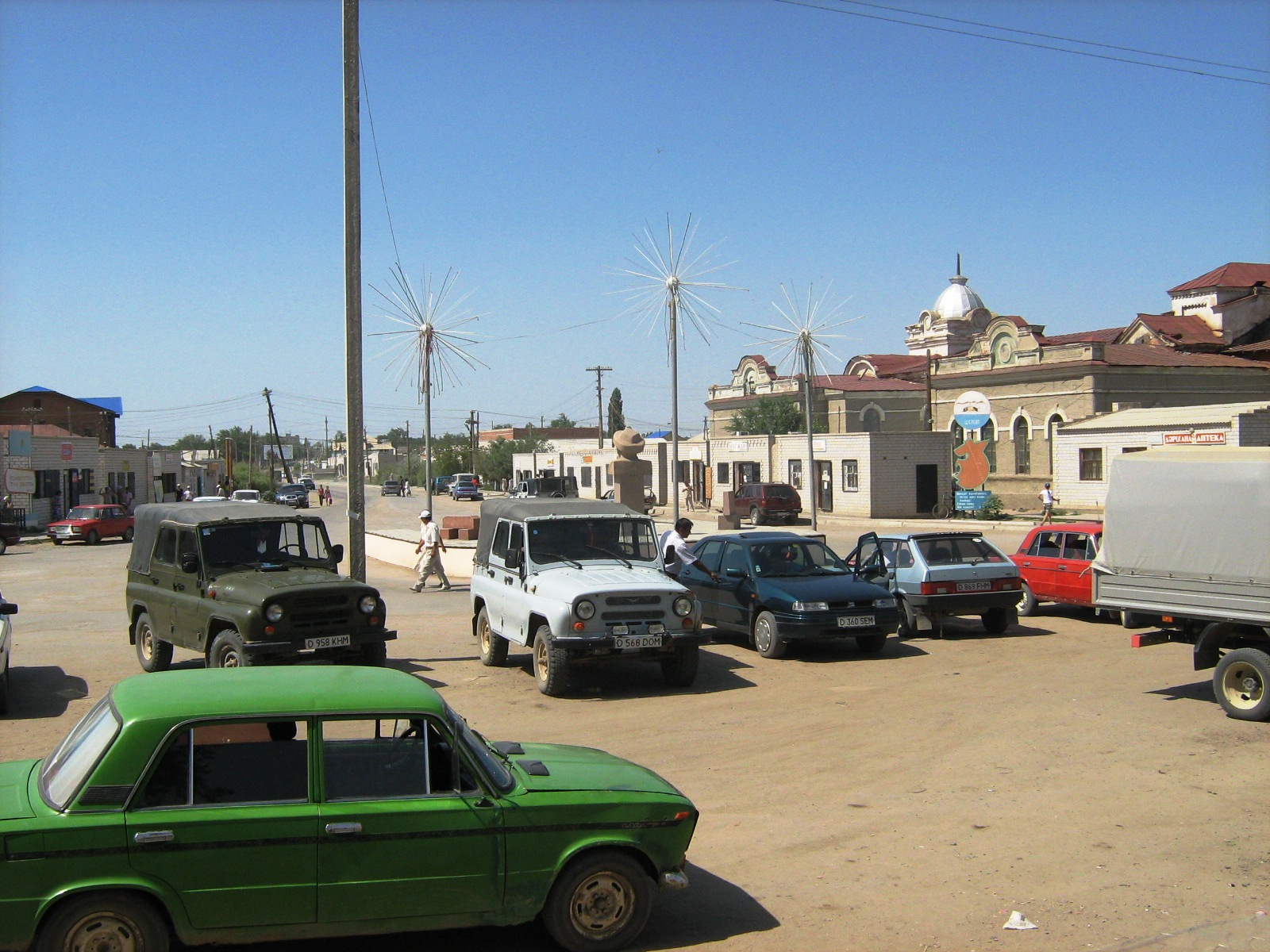
Шалкар
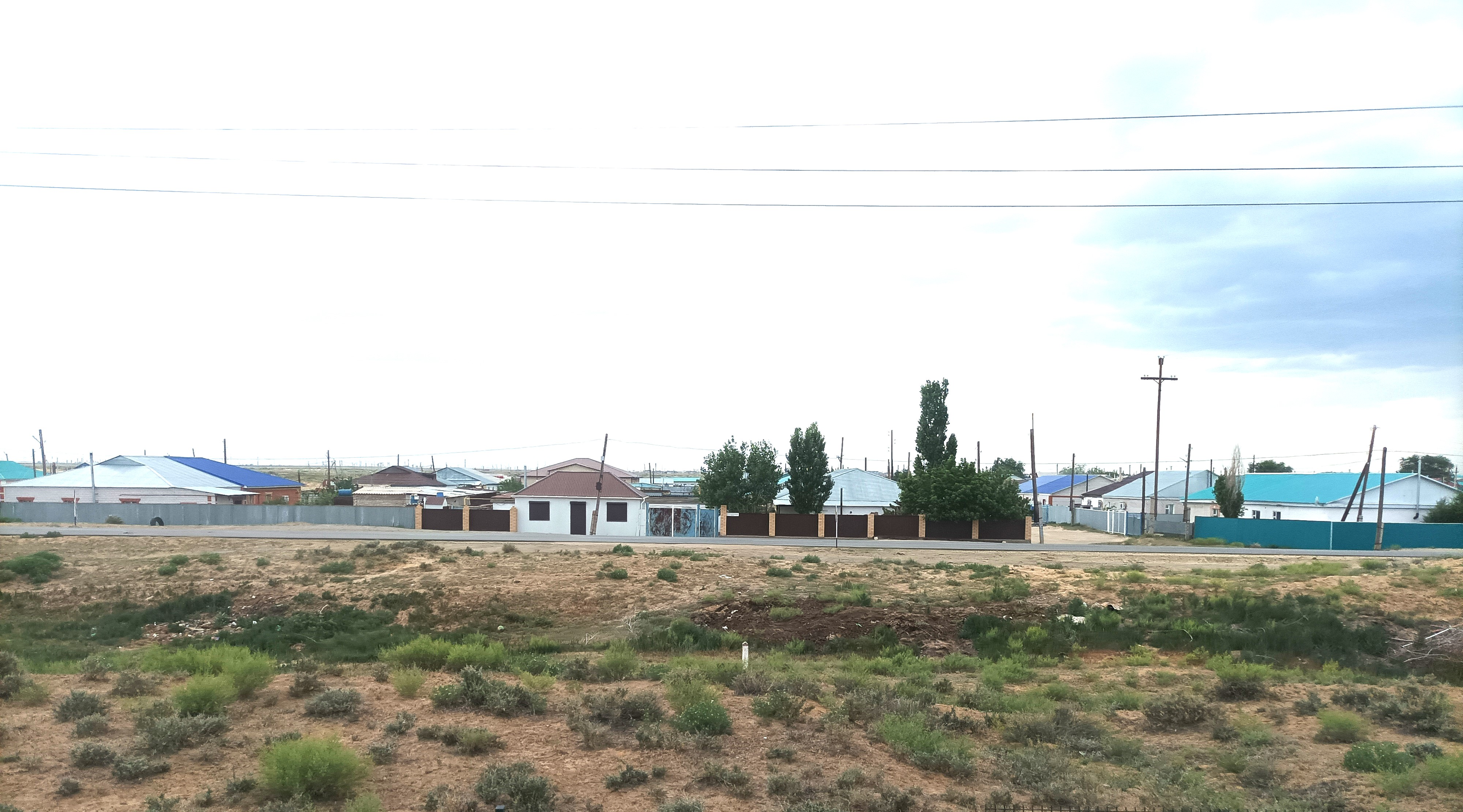
Шалкар
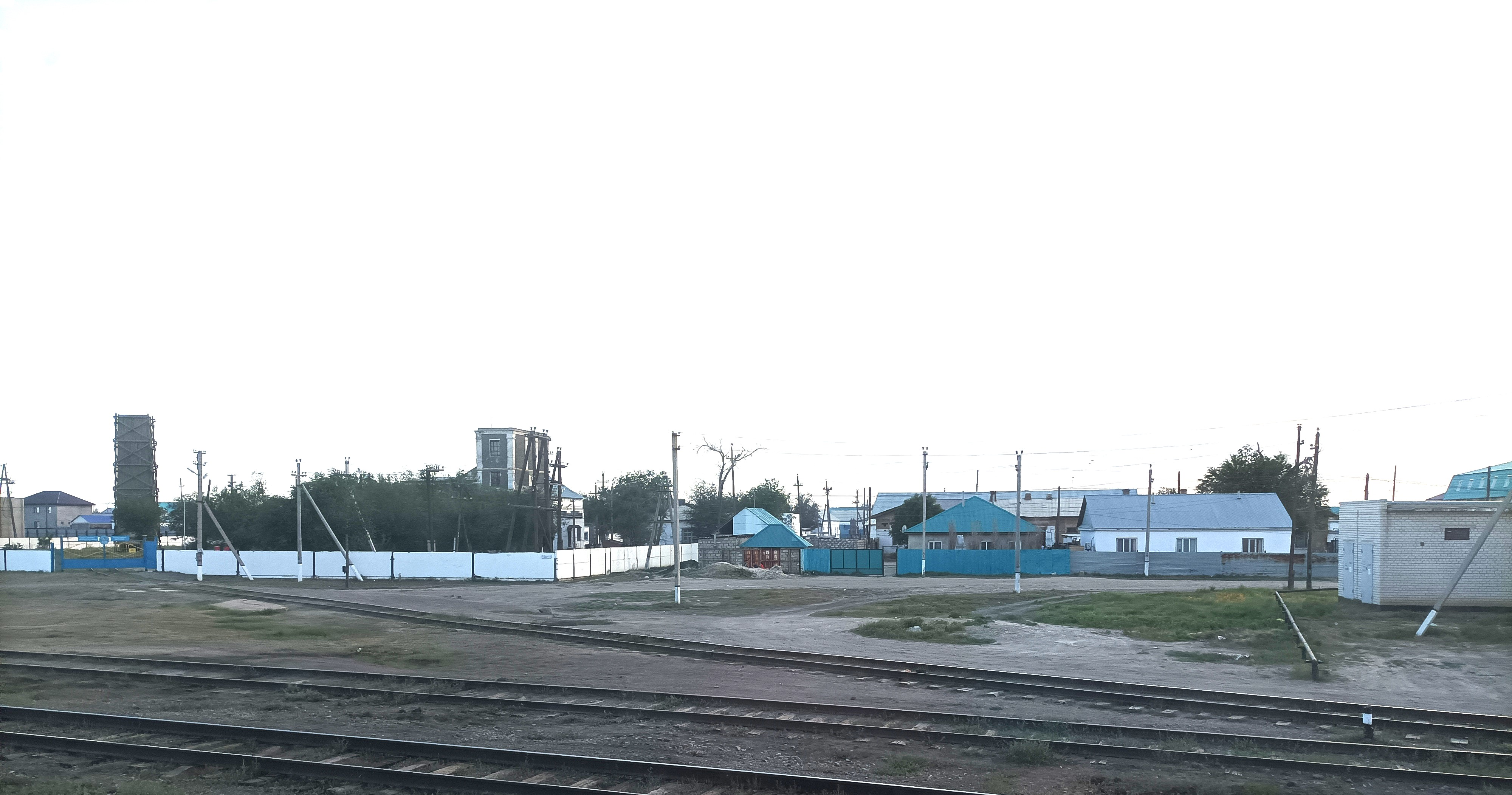
Шалкар
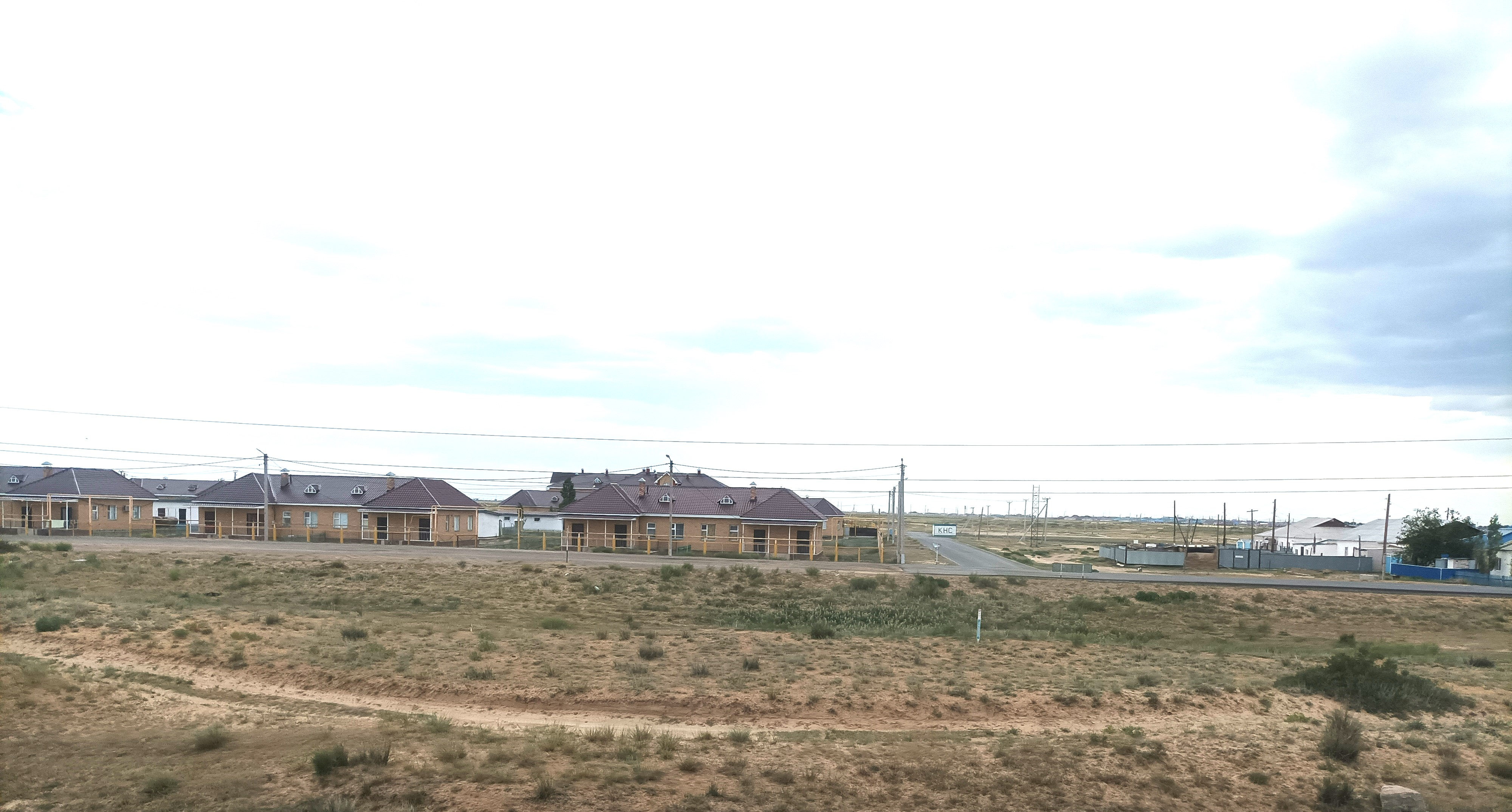
Шалкар